# Christian Dupeyron
Pour les articles homonymes, voir Dupeyron.
Christian Dupeyron, né le 14 septembre 1936 à Tunis et mort le 1er août 2009 à Apt, est un journaliste et éditeur français. Il a travaillé notamment à L'Express ou L'Événement du jeudi. En 1985, il crée les éditions Papiers, rachetées deux ans plus tard par Actes Sud.

## Distinctions
- 2002 : médaille Beaumarchais de la Société des auteurs et compositeurs dramatiques

### Décoration
- Chevalier de l'ordre des Arts et des Lettres (1987)[2].